# Sindaci di Maranello

Stemma del Comune di Maranello

Elenco dei Sindaci di Maranello in ordine cronologico dal 1860 a oggi.

## Regno di Sardegna (1860-1861)
| Nominativo   | Partito | Partito | Mandato | Mandato       |
| Nominativo   | Partito | Partito | Inizio  | Fine          |
| ------------ | ------- | ------- | ------- | ------------- |
| Ercole Manni | ?       | ?       | 1860    | 17 marzo 1861 |

## Regno d'Italia (1861-1946)
| Sindaci nominati dal governo (1861-1890)                           | Sindaci nominati dal governo (1861-1890) | Sindaci nominati dal governo (1861-1890) | Sindaci nominati dal governo (1861-1890) | Sindaci nominati dal governo (1861-1890) |
| Nominativo                                                         | Partito                                  | Partito                                  | Mandato                                  | Mandato                                  |
| Nominativo                                                         | Partito                                  | Partito                                  | Inizio                                   | Fine                                     |
| ------------------------------------------------------------------ | ---------------------------------------- | ---------------------------------------- | ---------------------------------------- | ---------------------------------------- |
| Ercole Manni                                                       | ?                                        | ?                                        | 17 marzo 1861                            | 1863                                     |
| Francesco Rampalli                                                 | ?                                        | ?                                        | 1863                                     | 1863                                     |
| Girolamo Messori                                                   | ?                                        | ?                                        | 1863                                     | 1869                                     |
| Attilio Manni                                                      | ?                                        | ?                                        | 1869                                     | 1872                                     |
| Ercole Stradi                                                      | ?                                        | ?                                        | 1872                                     | 1876                                     |
| Ercole Manni                                                       | ?                                        | ?                                        | 1876                                     | 1885                                     |
| Achille Fiocchi                                                    | ?                                        | ?                                        | 1886                                     | 1892                                     |
| Pietro Aggazzotti                                                  | ?                                        | ?                                        | 1893                                     | 1896                                     |
| Sindaci eletti dal Consiglio comunale (1896-1927)                  |                                          |                                          |                                          |                                          |
| Nominativo                                                         | Partito                                  | Partito                                  | Mandato                                  | Mandato                                  |
| Nominativo                                                         | Partito                                  | Partito                                  | Inizio                                   | Fine                                     |
| Pietro Aggazzotti                                                  | ?                                        | ?                                        | 1896                                     | 1902                                     |
| Giuseppe Manni                                                     | ?                                        | ?                                        | 1903                                     | 1914                                     |
| Giovanni Pezzuoli                                                  | ?                                        | ?                                        | 1914                                     | 1920                                     |
| Giovanni Pezzuoli                                                  |                                          | Partito Popolare Italiano                | 1920                                     | 1920                                     |
| Pietro Zanni-Giberti                                               | ?                                        | ?                                        | 1920                                     | 1923                                     |
| Ezechiello Montorsi                                                |                                          | Partito Nazionale Fascista               | 1923                                     | 1927                                     |
| Podestà nominati dal governo (1927-1945)                           |                                          |                                          |                                          |                                          |
| Nominativo                                                         | Partito                                  | Partito                                  | Mandato                                  | Mandato                                  |
| Nominativo                                                         | Partito                                  | Partito                                  | Inizio                                   | Fine                                     |
| Ezechiello Montorsi (comm. pref. poi podestà)                      |                                          | Partito Nazionale Fascista               | 1927                                     | 1930                                     |
| Zefrido Andreoli (comm. pref.)                                     |                                          | Partito Nazionale Fascista               | 1930                                     | 1931                                     |
| Pellegrino Bernabei                                                |                                          | Partito Nazionale Fascista               | 1931                                     | 1934                                     |
| Giuseppe Ferrari Amorotti (comm. pref. poi podestà)                |                                          | Partito Nazionale Fascista               | 1934                                     | 1944                                     |
| Gustavo Goldoni (comm. pref. poi podestà)                          |                                          | Partito Fascista Repubblicano            | 1944                                     | 21 aprile 1945                           |
| Sindaci nominati dal Comitato di Liberazione Nazionale (1945-1946) |                                          |                                          |                                          |                                          |
| Nominativo                                                         | Partito                                  | Partito                                  | Mandato                                  | Mandato                                  |
| Nominativo                                                         | Partito                                  | Partito                                  | Inizio                                   | Fine                                     |
| Antonio Zampighi                                                   | ?                                        | ?                                        | 23 aprile 1945                           | 30 giugno 1945                           |
| Alessandro Tagliazucchi                                            | ?                                        | ?                                        | 4 luglio 1945                            | 13 aprile 1946                           |

## Repubblica Italiana (dal 1946)
| Sindaci eletti dal Consiglio comunale (1946-1995)    | Sindaci eletti dal Consiglio comunale (1946-1995) | Sindaci eletti dal Consiglio comunale (1946-1995) | Sindaci eletti dal Consiglio comunale (1946-1995) | Sindaci eletti dal Consiglio comunale (1946-1995) | Sindaci eletti dal Consiglio comunale (1946-1995) | Sindaci eletti dal Consiglio comunale (1946-1995) | Sindaci eletti dal Consiglio comunale (1946-1995) |
| Nominativo                                           | Partito                                           | Partito                                           | Giunta                                            | Giunta                                            | Mandato                                           | Mandato                                           | Elezione                                          |
| Nominativo                                           | Partito                                           | Partito                                           | Giunta                                            | Giunta                                            | Inizio                                            | Fine                                              | Elezione                                          |
| ---------------------------------------------------- | ------------------------------------------------- | ------------------------------------------------- | ------------------------------------------------- | ------------------------------------------------- | ------------------------------------------------- | ------------------------------------------------- | ------------------------------------------------- |
| Mario Cerminara                                      |                                                   | Partito Comunista Italiano                        |                                                   | PCI-PSIUP/PSI                                     | 13 aprile 1946                                    | 1951                                              |                                                   |
| Erio Zanasi                                          | ?                                                 | ?                                                 | ?                                                 | ?                                                 | 1951                                              | 1956                                              |                                                   |
| Erio Zanasi                                          | ?                                                 | ?                                                 | ?                                                 | ?                                                 | 1956                                              | 1960                                              |                                                   |
| Bruno Zambelli                                       |                                                   | Partito Comunista Italiano                        | ?                                                 | ?                                                 | 1960                                              | 1964                                              |                                                   |
| Bruno Zambelli                                       | ?                                                 | ?                                                 | 1964                                              | 1967                                              |                                                   |                                                   |                                                   |
| Evaristo Scaramelli                                  | ?                                                 | ?                                                 |                                                   | Partito Comunista Italiano                        | 1967                                              | 1970                                              |                                                   |
| Evaristo Scaramelli                                  | ?                                                 | ?                                                 | 1970                                              | Partito Comunista Italiano                        | 1975                                              |                                                   |                                                   |
| Evaristo Scaramelli                                  | ?                                                 | ?                                                 | 1975                                              | Partito Comunista Italiano                        | 1980                                              |                                                   |                                                   |
| Evaristo Scaramelli                                  | ?                                                 | ?                                                 | 1980                                              | Partito Comunista Italiano                        | 1984                                              |                                                   |                                                   |
| Giorgio Gubertini                                    | ?                                                 | ?                                                 |                                                   | Partito Comunista Italiano                        | 1984                                              | 6 agosto 1985                                     |                                                   |
| Giorgio Gubertini                                    |                                                   | PCI-lista civica                                  | 6 agosto 1985                                     | Partito Comunista Italiano                        | 12 luglio 1990                                    |                                                   |                                                   |
| Giorgio Gubertini                                    |                                                   | PCI-PSI                                           | 12 luglio 1990                                    | Partito Comunista Italiano                        | 21 gennaio 1992                                   |                                                   |                                                   |
| Giancarlo Bertacchini                                |                                                   | Partito Democratico della Sinistra                |                                                   | PDS-PSI                                           | 21 gennaio 1992                                   | 24 aprile 1995                                    |                                                   |
| Sindaci eletti direttamente dai cittadini (dal 1995) |                                                   |                                                   |                                                   |                                                   |                                                   |                                                   |                                                   |
| Nominativo                                           | Partito                                           | Partito                                           | Lista/Coalizione                                  | Lista/Coalizione                                  | Mandato                                           | Mandato                                           | Elezione                                          |
| Nominativo                                           | Partito                                           | Partito                                           | Lista/Coalizione                                  | Lista/Coalizione                                  | Inizio                                            | Fine                                              | Elezione                                          |
| Giancarlo Bertacchini                                |                                                   | Partito Democratico della Sinistra                |                                                   | L. civica di centro-sinistra                      | 24 aprile 1995                                    | 14 giugno 1999                                    | Elezioni 1995                                     |
| Giancarlo Bertacchini                                |                                                   | Democratici di Sinistra                           |                                                   | L. civica di centro-sinistra                      | 14 giugno 1999                                    | 14 giugno 2004                                    | Elezioni 1999                                     |
| Lucia Bursi                                          |                                                   | Democratici di Sinistra                           |                                                   | DS-DL-PdCI-PRC                                    | 14 giugno 2004                                    | 9 giugno 2009                                     | Elezioni 2004                                     |
| Lucia Bursi                                          |                                                   | Partito Democratico                               |                                                   | PD-IdV                                            | 9 giugno 2009                                     | 25 maggio 2014                                    | Elezioni 2009                                     |
| Massimiliano Morini                                  |                                                   | Partito Democratico                               |                                                   | PD-lista civica                                   | 25 maggio 2014                                    | 27 maggio 2019                                    | Elezioni 2014                                     |
| Luigi Zironi                                         |                                                   | Partito Democratico                               |                                                   | PD-liste civiche                                  | 27 maggio 2019                                    | 10 giugno 2024                                    | Elezioni 2019                                     |
| Luigi Zironi                                         | 10 giugno 2024                                    | Partito Democratico                               | in carica                                         | PD-liste civiche                                  | Elezioni 2024                                     |                                                   |                                                   |